# Zdeněk Štybar
Zdeněk Štybar (né le 11 décembre 1985 à Planá u Mariánských Lázní) est un coureur cycliste tchèque. Spécialisé dans la pratique du cyclo-cross, il est triple champion du monde en 2010, 2011 et 2014, et vainqueur de la Coupe du monde de cyclo-cross en 2009-2010. En janvier 2011, il entame une carrière sur route et s'engage avec la formation Quick Step qu'il rejoint le 1er mars 2011. Il a notamment remporté sur route l'Eneco Tour 2013, le championnat de République tchèque 2014, ainsi qu'une étape sur le Tour de France et le Tour d'Espagne. Spécialiste des classiques flandriennes, il s'impose également sur les Strade Bianche 2015, le Circuit Het Nieuwsblad 2019 et l'E3 Binck-Banck Classic la même année.

## Biographie

### Les débuts
Zdeněk Štybar commence le cyclisme sur un vélo de BMX. Il obtient ses premiers succès au niveau international, avec notamment la victoire aux championnats du monde de sa catégorie d'âge en 1993. Après 1999, il privilégie le cyclo-cross.

### Carrière en cyclo-cross

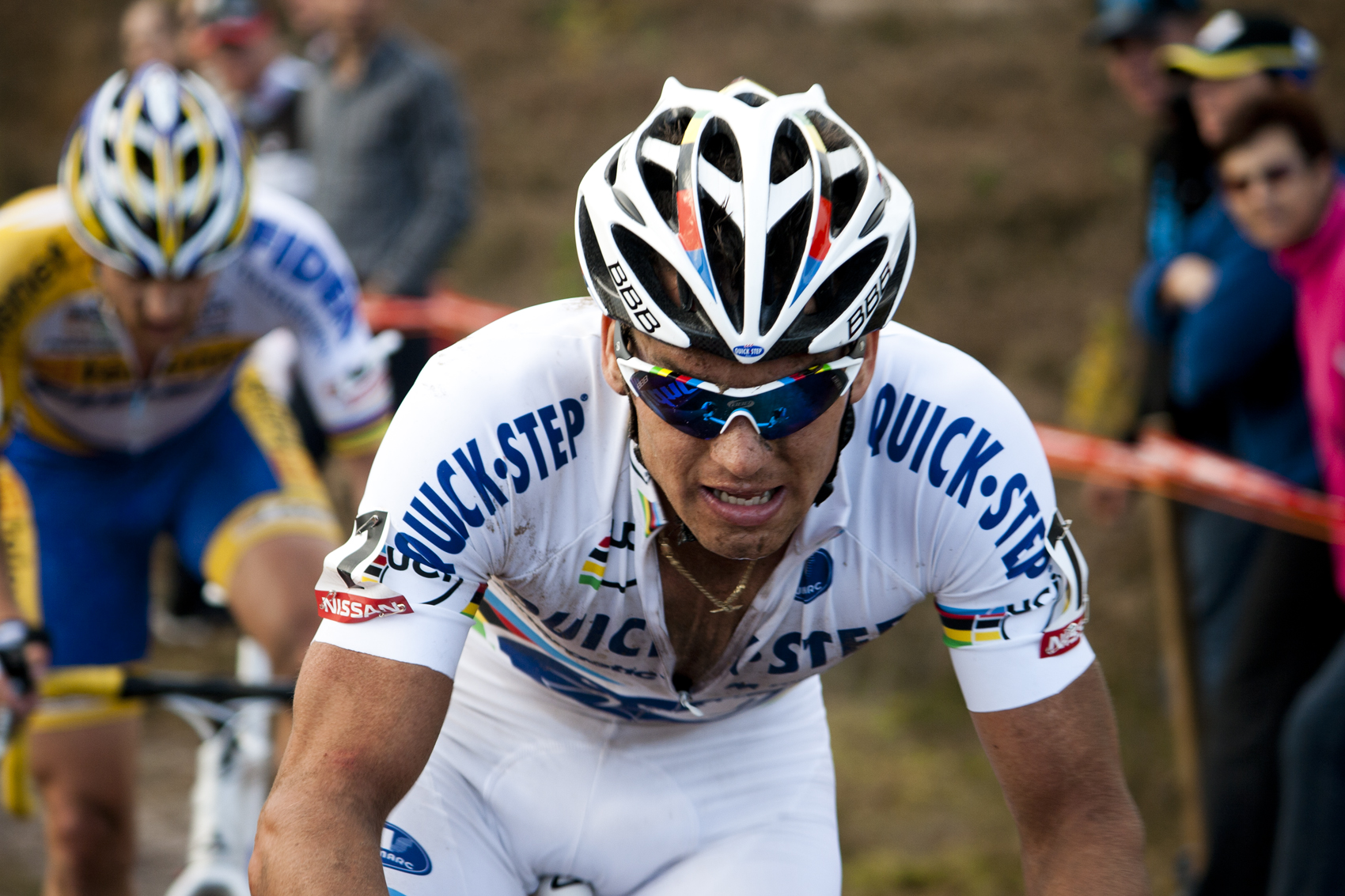
Štybar en 2011 avec son maillot de champion du monde de cyclo-cross.

De 2001 à 2003, il fait partie des meilleurs juniors de la discipline. Il s'adjuge la médaille de bronze à deux reprises lors des mondiaux remportés par Kevin Pauwels et Lars Boom.
En 2005, il devient pour la première fois champion du monde de cyclo-cross espoirs. Depuis la saison 2005-2006, il court pour l'équipe belge Fidea. Il conserve son titre mondial l'année suivante. Il devance au sprint deux futurs champions du monde chez les élites : Lars Boom et Niels Albert. Le 21 octobre 2007 à Kalmthout, il gagne pour la première fois une manche de Coupe du monde chez les élites. En fin d'année, il se classe deuxième du championnat du monde de cyclo-cross derrière Lars Boom. Lors de la saison 2008-2009, il termine troisième du général de la Coupe du monde et à nouveau vice-champion du monde de cyclo-cross, cette fois derrière Niels Albert. La saison suivante, il gagne trois épreuves de la Coupe du monde à Coxyde, Igorre et Roubaix, ce qui lui permet de décrocher la première place au classement général final. Il se présente en tant que favoris aux championnats du monde organisés à domicile, à Tábor. Bien que Stybar soit victime d'une crevaison peu après le départ, il se détache à la mi-course et creuse rapidement un écart important. Il gère la fin de course pour assurer la première place devant les Belges Klaas Vantornout et Sven Nys. 
Lors de la saison suivante (2010-2011), Stybar entame sa saison en dominant ses adversaires durant les premières courses. Néanmoins, une tendinite du genou l'écarte des compétitions durant le mois en décembre. Il se présente aux mondiaux sans victoires internationales depuis trois mois. Il revient en grande forme et gagne la course après avoir lâché Sven Nys, son dernier adversaire, à quatre tours de l'arrivée.
Après son deuxième titre, il décide de mettre petit à petit de côté le cyclo-cross pour se concentrer sur la route. Cela ne l'empêche pas de décrocher un troisième titre en 2014, à l'issue d'un duel intense avec le champion du monde sortant Sven Nys. Pourtant, la préparation de Stybar n'avait pas été optimale. Il avait couru quelques cyclo-cross et avait pris le départ de l'épreuve en cinquième ligne.
Il compte à son palmarès six titres de champion de République tchèque de cyclo-cross chez les élites (2008, 2009, 2010, 2011, 2012 et 2013).

### Carrière sur route

#### 2006-2012: premiers succès

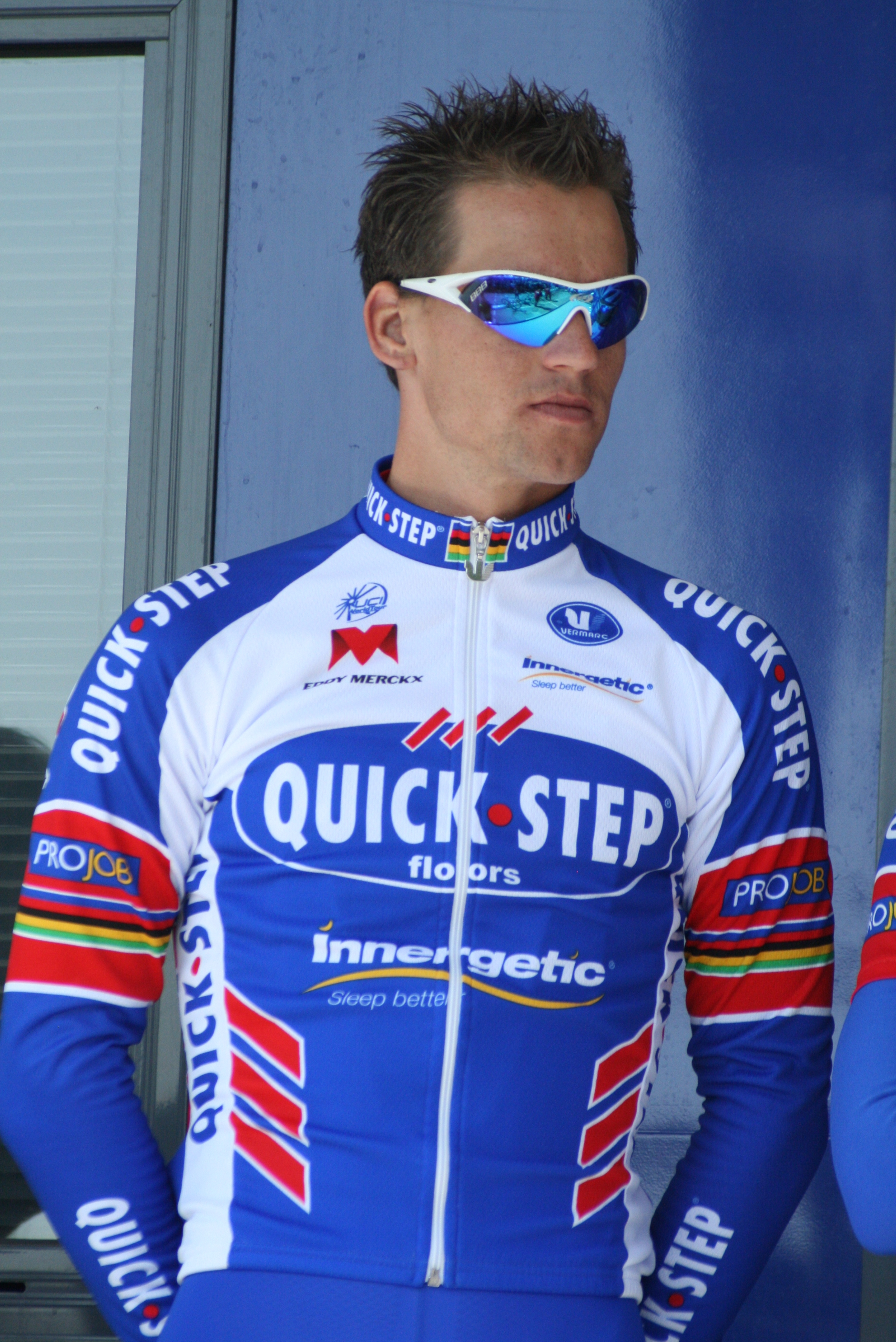
Zdeněk Štybar lors des Quatre Jours de Dunkerque 2011.

Initialement, Zdeněk Štybar prend part à des compétitions de cyclisme sur route pour préparer la saison de cyclo-cross. À l'époque, il obtient quelques victoires, comme une étape du Tour des Pyrénées et du Tour de Lleida en 2006 ou le prologue du Tour de Slovaquie en 2010. Après avoir remporté un deuxième titre mondial en cyclo-cross, il se sent moins motivé à continuer cette discipline, et peu à peu il se dirige vers une carrière sur route.
À partir de 2011, Štybar se consacre progressivement au cyclisme sur route jusqu'à privilégier celui-ci à partir de 2013. Rejoignant Quick Step en 2011, une équipe détenue majoritairement par son compatriote Zdeněk Bakala, Štybar termine troisième de sa première course avec cette équipe, les Quatre Jours de Dunkerque. Il gagne en 2012 sa première victoire pour l'équipe, devenue Omega Pharma-Quick Step, lors de la quatrième étape des Quatre Jours de Dunkerque qui se termine au mont Cassel. Le Tchèque est deuxième du classement général derrière le Français Jimmy Engoulvent. Il gagne également en 2012 la troisième étape du Tour de Pologne, sa première victoire en World Tour, le plus haut niveau du cyclisme sur route.

#### 2013-2014: victoires sur l'Eneco Tour et la Vuelta
En 2013, il découvre Paris-Roubaix et est le seul coureur avec Sep Vanmarcke à pouvoir suivre Fabian Cancellara dans les secteurs pavés les plus difficiles. Victime d'une chute avec un spectateur dans le Carrefour de l'Arbre, il termine finalement sixième d'une course remportée par le Suisse. En août, lors de l'Eneco Tour, il gagne tout d'abord la troisième étape. Ayant limité sa perte de temps lors du contre-la-montre gagné par son coéquipier Sylvain Chavanel, il devient chef de file de son équipe lors de la sixième étape, au profil des classiques ardennaises, qu'il termine deuxième. Le lendemain, il remporte la dernière étape, correspondant aux classiques flandriennes, à Grammont et remporte cet Eneco Tour. Štybar participe ensuite au Tour d'Espagne et y remporte son premier succès sur un grand tour en attaquant dans le final de la 7e étape en compagnie de Philippe Gilbert qu'il bat au sprint de quelques centimètres.
Lors de la saison 2014, il confirme ses bons résultats. Au printemps, il se classe notamment cinquième de Paris-Roubaix et septième de Milan-San Remo.

En essayant de défendre son titre lors de l'Eneco Tour 2014 et après avoir gagné la deuxième étape, il percute les barrières en fer lors de l'arrivée de la quatrième étape et doit subir une hospitalisation. En chutant, il casse et perd deux de ses dents avant. À son retour, il se plaint à l'UCI que les mêmes obstacles dangereux ont été utilisés lors du Grand Prix cycliste de Québec. Sa première victoire après son retour est Binche-Chimay-Binche, où il attaque à deux kilomètres de l'arrivée sur une petite montée pavée après avoir été lancé par son coéquipier Niki Terpstra au pied de la bosse. Stybar s'impose en solitaire avec deux secondes d'avance sur John Degenkolb et les autres sprinteurs.

#### 2015: victoire sur le Tour et podium à Roubaix
En 2015, Stybar remporte en force la semi-classique italienne des Strade Bianche. Il réalise une bonne campagne de classiques. Une hésitation lui coûte la victoire sur le Grand Prix E3, où il se classe deuxième derrière Geraint Thomas. Lors du Tour des Flandres, ses fausses dents de devant se détachent lors d'un mont pavé et il est obligé de les enlever pendant l'ascension. Il réussit à terminer la course en neuvième position. Il échoue à la deuxième place de Paris-Roubaix, devancé par le sprinteur allemand John Degenkolb dans le vélodrome de Roubaix. Il est sélectionné par son équipe pour prendre part à son premier Tour de France. Il gagne la sixième étape grâce à une accélération dans la dernière montée située à quelques centaines de mètres avant la ligne. Il conserve quelques mètres d'avance sur Peter Sagan et franchit la ligne avec un avantage de deux secondes d'avance sur ses poursuivants. Il est le premier Tchèque à remporter une étape du Tour depuis Ján Svorada en 2001. Sur sa lancée, il se classe troisième de son tour national, où il remporte deux étapes et porte le maillot de leader. En septembre, il est cinquième du Tour de Grande-Bretagne, puis 43e des mondiaux, après avoir tenté une attaque dans la dernière côte pavée.

#### 2016-2018: de nombreuses places d'honneur

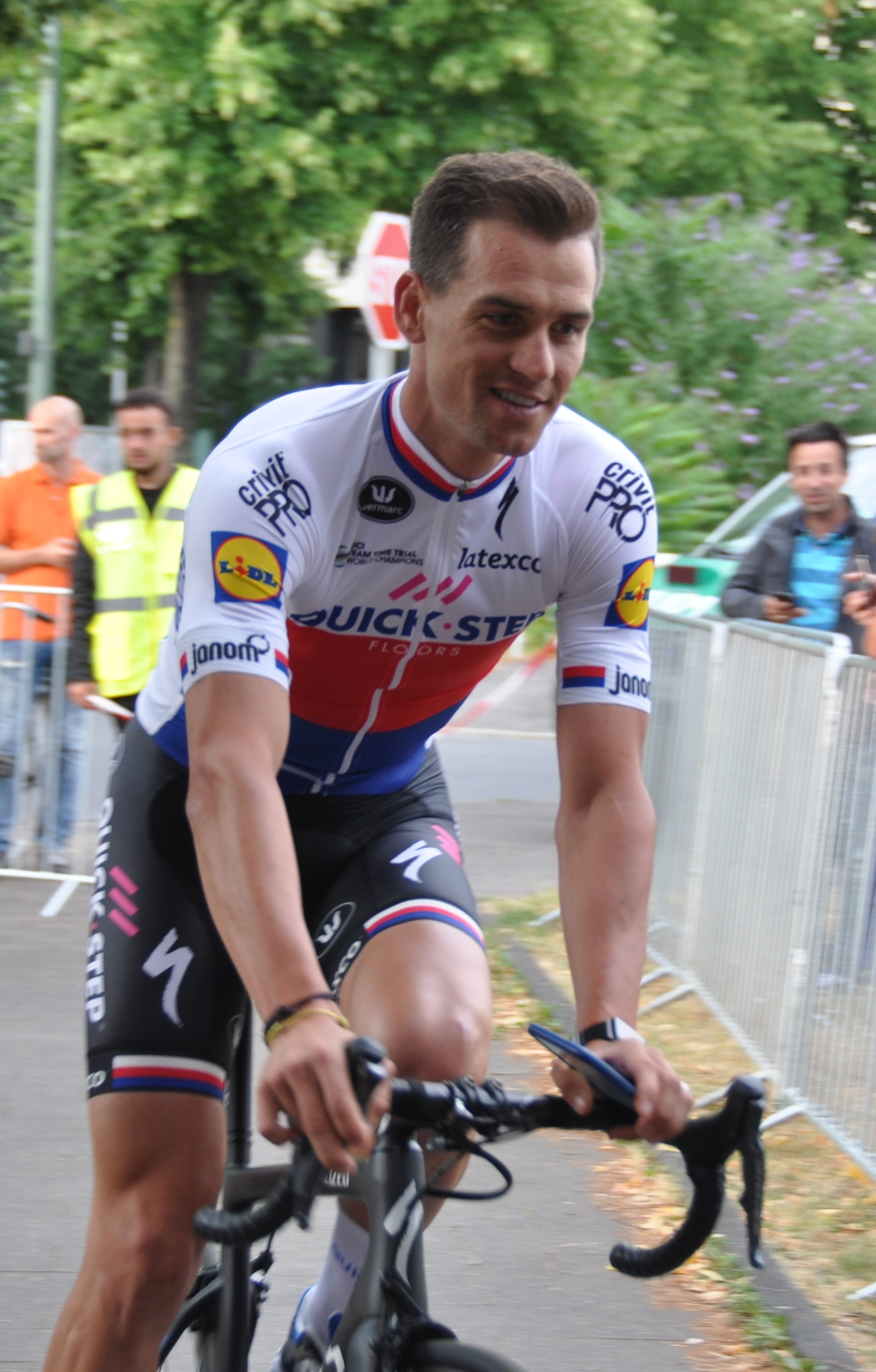
Štybar lors du Grand départ du Tour de France 2017.

Il ne dispute qu'un cyclo-cross durant l'hiver 2015-2016, pour se reposer après une longue saison. Troisième du Trofeo Pollença-Andratx pour son deuxième jour de course, il confirme en terminant deuxième des Strade Bianche, devancé au sprint par un Fabian Cancellara en grande forme. Cinq jours plus tard, il gagne en costaud la 2e étape de Tirreno-Adriatico et porte durant trois jours le maillot de leader, avant de terminer finalement septième du général. Lors de la campagne des classiques, il se contente d'une huitième place sur le Tour des Flandres. Il ne participe pas au Tour de France, mais au Tour d'Espagne. Il abandonne la course en ligne des Jeux olympiques de Rio et termine deuxième du championnat de République tchèque sur route, de Binche-Chimay-Binche, ainsi que septième de l'Eneco Tour.
En mars 2017, il se classe quatrième des Strade Bianche. Le mois suivant, il est dans le groupe de cinq qui se présente sur le vélodrome de Roubaix pour se jouer la victoire sur Paris-Roubaix. Il termine deuxième du sprint derrière Greg Van Avermaet. En juin, il est champion de République tchèque sur route, puis renouvelle son contrat pour deux ans à l'issue du Tour de France.
Lors de la campagne des classiques de mars-avril 2018, il cumule les tops 10 : sixième d'À travers les Flandres, septième des Strade Bianche, huitième de Gand-Wevelgem, neuvième du Grand Prix E3 et de Paris-Roubaix, ainsi que dixième du Tour des Flandres. Durant l'été, il se classe sixième de la Bretagne Classic et du Grand Prix cycliste de Québec.

#### 2019: succès sur les classiques belges
Lors de l'année 2019, il réalise sa meilleure saison sur route depuis 2015. Vingt-et-unième des mondiaux de cyclo-cross, il commence sa saison sur route par une victoire d'étape en février sur le Tour de l'Algarve au sommet de l'Alto do Malhao. Il s'agit de sa première victoire depuis juin 2017. Après une quatrième place sur sa course fétiche, les Strade Bianche (remporté par son coéquipier Julian Alaphilippe), il gagne en solitaire le Circuit Het Nieuwsblad devant Greg van Avermaet et Tim Wellens, après avoir attaqué à deux kilomètres de l'arrivée. Quatre semaines plus tard, il remporte l'E3 BinckBank Classic. Profitant de l'aide de son coéquipier Bob Jungels, il devance au sprint Wout van Aert et Greg Van Avermaet au sein d'un groupe de six coureurs. Malade, il est hors du top 30 lors du Tour des Flandres et Gand-Wevelgem. Il est ensuite huitième de Paris-Roubaix, remporté par son coéquipier Philippe Gilbert, puis n'obtient aucun résultat notable durant la deuxième partie de saison.

#### 2020-2022: dernières saisons avec Quick-Step
En février 2020, il remporte la 6e étape du Tour de San Juan. La saison s'arrête en raison de la pandémie de Covid-19 et les classiques sont reportées entre août et octobre. À la reprise des courses, il est sixième des Strade Bianche, puis deuxième du championnat de République tchèque sur route, devancé par Adam Toupalik. Il est forfait pour le Tour de France en raison d'une blessure au genou.
Il commence 2021 par le Tour de La Provence. Présent sur les classiques flandriennes, il est cinquième du Grand Prix E3 dominé par son équipe et remporté par Kasper Asgreen devant Florian Sénéchal. Après Gand-Wevelgem, une pathologie cardiaque lui est diagnostiquée nécessitant une opération chirurgicale. Il doit renoncer à participer au Tour des Flandres.
En fin de contrat en fin d'année avec Deceuninck-Quick Step, celui-ci est prolongé jusqu'en fin d'année 2022.

#### 2023: BikeExchange Jayco
BikeExchange Jayco annonce en septembre 2022 le recrutement de Zdeněk Štybar pour 2023. Infecté par le SARS-CoV-2 à la fin du mois de février, Štybar subit en mai une intervention chirurgicale pour traiter une endofibrose iliaque.
En octobre, il annonce qu'il prend sa retraite sur route après avoir participé au Tour du Guangxi.

## Palmarès en cyclo-cross

### Palmarès par saisons
| - 2001-2002 - Champion de République tchèque de cyclo-cross juniors - 3e du championnat du monde de cyclo-cross juniors - 2002-2003 - 3e du championnat du monde de cyclo-cross juniors - 2004-2005 - Champion du monde de cyclo-cross espoirs - Champion de République tchèque de cyclo-cross espoirs - 2005-2006 - Champion du monde de cyclo-cross espoirs - 3e du championnat d'Europe de cyclo-cross espoirs - 2006-2007 - 2e du championnat de République tchèque de cyclo-cross - 2e du championnat d'Europe de cyclo-cross espoirs - 2007-2008 - Champion de République tchèque de cyclo-cross - TOI TOI Cup, Louny - TOI TOI Cup, Plzeň - Coupe du monde #1, Kalmthout - National Cyclo-Cross Cup, Podborany - 2e du championnat du monde de cyclo-cross - 2008-2009 - Champion de République tchèque de cyclo-cross - Superprestige #6, Diegem - Azencross, Wuustwezel-Loenhout - Médaillé d'argent du championnat du monde de cyclo-cross - 2009-2010 - Champion du monde de cyclo-cross - Champion de République tchèque de cyclo-cross - Classement général de la Coupe du monde - Coupe du monde #4, Coxyde - Coupe du monde #5, Igorre - Coupe du monde #8, Roubaix - Classement général du Superprestige - Superprestige #4, Hamme-Zogge - Superprestige #8, Vorselaar - Trophée GvA #3, GP d'Hasselt - TOI TOI Cup, Stříbro - TOI TOI Cup, Podbořany - International Cyclo-Cross Tervuren, Tervuren | - 2010-2011 - Champion du monde de cyclo-cross - Champion de République tchèque de cyclo-cross - Coupe du monde #1, Aigle - Coupe du monde #2, Plzeň - Superprestige #1, Ruddervoorde - Superprestige #2, Zonhoven - Trophée GvA #1 - Cyclo-cross de la Citadelle, Namur - Toi Toi Cup #1 - Stríbro, Stříbro - Toi Toi Cup #2 - Louny, Louny - Kermiscross, Ardooie - Sylvester Cyclo-cross, Bredene - 2011-2012 - Champion de République tchèque de cyclo-cross - Coupe du monde #7, Liévin - Superprestige #3, Hamme-Zogge - Superprestige #8, Middelkerke - Süpercross Baden, Baden - Toi Toi Cup #1, Stříbro - Kermiscross, Ardooie - 3e de la Coupe du monde - 2012-2013 - Champion de République tchèque de cyclo-cross - 2013-2014 - Champion du monde de cyclo-cross - Versluys Cyclo-cross, Bredene - 2022-2023 - Grand Prix Dohňany #2, Dohňany - 2023-2024 - 3e du championnat de Tchéquie de cyclo-cross - 6e du championnat du monde de cyclo-cross en relais mixte |  |

### Classements
| Épreuve / Édition                 | 2007/2008 | 2008/2009 | 2009/2010 | 2010/2011 | 2011/2012 | 2012/2013 | 2013/2014 |
| Championnat du monde              | 2e        | 2e        | 1er       | 1er       | 13e       | -         | 1er       |
| Coupe du monde                    | 6e        | 3e        | 1er       | 11e       | 3e        | 46e       | 43e       |
| Superprestige                     | 4e        | 8e        | 1er       | 3e        | 3e        | 19e       | 20e       |
| Trophée GvA                       | 3e        | 3e        | 2e        | 2e        | 2e        | 13e       |           |
| Championnat de République tchèque | 1er       | 1er       | 1er       | 1er       | 1er       | 1er       |           |

## Palmarès sur route et classements mondiaux

### Palmarès
- 2003
  - 4ea et 5e étapes de la Course de la Paix juniors
  - 3e étape du Tour du Pays de Vaud
  - 3e de la Course de la Paix juniors
- 2006
  - 3e étape du Tour des Pyrénées
  - 6e étape du Tour de Lleida
- 2010
  - Prologue du Tour de Slovaquie
- 2011
  - 3e des Quatre Jours de Dunkerque
  - 3e du championnat de République tchèque sur route
- 2012
  - 4e étape des Quatre Jours de Dunkerque
  - 3e étape du Tour de Pologne
  - 2e du championnat de République tchèque du contre-la-montre
  - 2e des Quatre Jours de Dunkerque
- 2013
  - 1re étape de Tirreno-Adriatico (contre-la-montre par équipes)
  - Eneco Tour :
    - Classement général
    - 3e et 7e étapes

  - 7e étape du Tour d'Espagne
  - 6e de Paris-Roubaix

- 2014

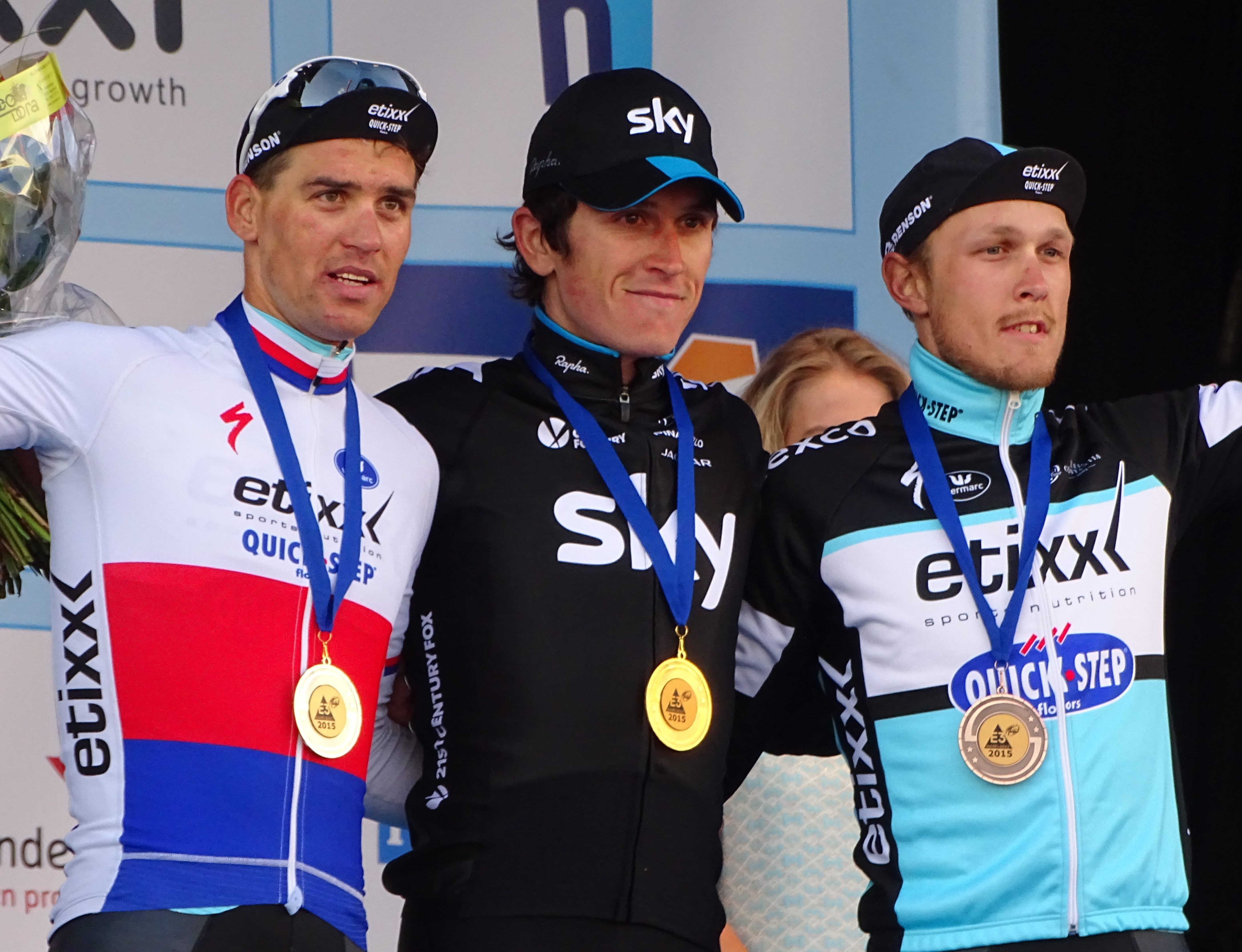
Podium de l'édition 2015 du Grand Prix E3 : Zdeněk Štybar (2e), Geraint Thomas (1er) et Matteo Trentin (3e).

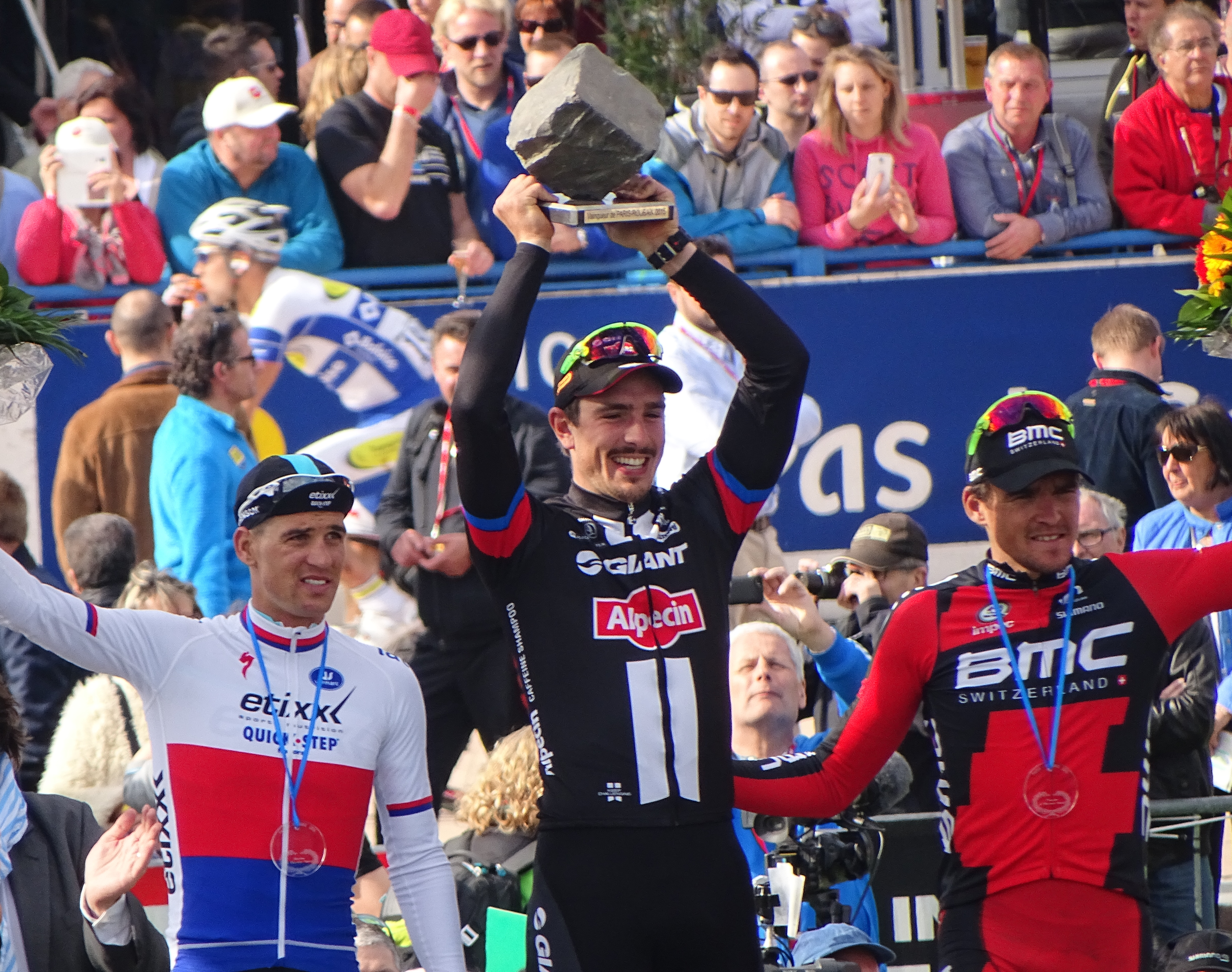
Podium de l'édition 2015 de Paris-Roubaix : Zdeněk Štybar (2e), John Degenkolb (1er) et Greg Van Avermaet (3e).

  -  Champion de République tchèque sur route
  - 2e étape de l'Eneco Tour
  - Binche-Chimay-Binche
  - 3e du championnat de République tchèque du contre-la-montre
  - 5e de Paris-Roubaix
  - 7e de Milan-San Remo
  - 10e de la Classique de Saint-Sébastien
- 2015
  - Strade Bianche
  - 6e étape du Tour de France
  - 1re (contre-la-montre par équipes) et 4e étapes du Czech Cycling Tour
  - 2e du Grand Prix E3
  - 2e de Paris-Roubaix
  - 3e du Tour de Murcie
  - 3e du Czech Cycling Tour
  - 9e du Tour des Flandres
- 2016
  - 2e étape de Tirreno-Adriatico
  - 2e du championnat de République tchèque sur route
  - 2e des Strade Bianche
  - 2e de Binche-Chimay-Binche
  - 3e du Trofeo Pollença-Andratx
  - 7e de Tirreno-Adriatico
  - 7e de l'Eneco Tour
  - 8e du Tour des Flandres
- 2017
  -  Champion de République tchèque sur route
  - 2e de Paris Roubaix
  - 4e des Strade Bianche
- 2018
  - 6e d'À travers les Flandres
  - 6e de la Bretagne Classic
  - 6e du Grand Prix cycliste de Québec
  - 7e des Strade Bianche
  - 8e de Gand-Wevelgem
  - 9e du Grand Prix E3
  - 9e de Paris-Roubaix
  - 10e du Tour des Flandres
- 2019
  - 5e étape du Tour de l'Algarve
  - Circuit Het Nieuwsblad
  - Grand Prix E3 BinckBank Classic
  - 4e des Strade Bianche
  - 8e de Paris-Roubaix
- 2020
  - 6e étape du Tour de San Juan
  - 2e du championnat de République tchèque sur route
  - 6e des Strade Bianche
- 2021
  - 5e du Grand Prix E3
  - 7e du championnat du monde sur route
- 2022
  - 2e du Tour de Louvain-Mémorial Jef Scherens
- 2023
  - 3e du Hong Kong Challenge

### Résultats sur les grands tours

#### Tour de France
2 participations
- 2015 : 103e, vainqueur de la 6e étape
- 2017 : 102e

#### Tour d'Italie
1 participation
- 2018 : 80e

#### Tour d'Espagne
6 participations
- 2012 : 76e
- 2013 : abandon (15e étape), vainqueur de la 7e étape
- 2016 : 63e
- 2019 : 55e
- 2020 : 102e
- 2021 : 133e

#### Classiques et grands championnats
Ce tableau présente les résultats de Zdeněk Štybar sur les courses d'un jour de l'UCI World Tour auxquelles il a participé, ainsi qu'aux différentes compétitions internationales.
| Légende | Légende | Légende | Légende     | Légende | Légende              | Légende | Légende       |
| ------- | ------- | ------- | ----------- | ------- | -------------------- | ------- | ------------- |
| AB      | Abandon | HD      | Hors-délais | -       | Pas de participation | ×       | Pas d'épreuve |

| Année | Circuit Het Nieuwsblad | Strade Bianche | Milan-San Remo | E3 Saxo Bank Classic | Gand-Wevelgem | À travers les Flandres | Tour des Flandres | Paris-Roubaix | Amstel Gold Race | Liège-Bastogne-Liège | Classique de Saint-Sébastien | RideLondon-Surrey Classic | EuroEyes Cyclassics | Bretagne Classic | Grand Prix de Québec | Grand Prix de Montréal | Tour de Lombardie | Europe - Course en ligne | JO - course en ligne | Mondial - course en ligne |
| ----- | ---------------------- | -------------- | -------------- | -------------------- | ------------- | ---------------------- | ----------------- | ------------- | ---------------- | -------------------- | ---------------------------- | ------------------------- | ------------------- | ---------------- | -------------------- | ---------------------- | ----------------- | ------------------------ | -------------------- | ------------------------- |
| 2011  | -                      | -              | -              | -                    | -             | -                      | -                 | -             | -                | -                    | -                            | -                         | 34e                 | -                | -                    | -                      | -                 | ×                        | ×                    | -                         |
| 2012  | -                      | -              | -              | -                    | -             | -                      | -                 | -             | -                | -                    | 45e                          | -                         | -                   | -                | -                    | -                      | -                 | ×                        | -                    | 116e                      |
| 2013  | 92e                    | -              | 66e            | 40e                  | 57e           | -                      | 36e               | 6e            | -                | -                    | -                            | -                         | -                   | -                | -                    | -                      | -                 | ×                        | ×                    | 26e                       |
| 2014  | 29e                    | -              | 7e             | 19e                  | 20e           | -                      | 18e               | 5e            | AB               | -                    | 10e                          | -                         | -                   | -                | 110e                 | AB                     | -                 | ×                        | ×                    | 83e                       |
| 2015  | 7e                     | Vainqueur      | 56e            | 2e                   | 38e           | -                      | 9e                | 2e            | -                | 42e                  | 38e                          | -                         | -                   | -                | -                    | -                      | AB                | ×                        | ×                    | 43e                       |
| 2016  | -                      | 2e             | 142e           | 15e                  | 46e           | -                      | 8e                | 110e          | -                | -                    | 28e                          | -                         | -                   | -                | -                    | -                      | AB                | -                        | AB                   | 45e                       |
| 2017  | 14e                    | 4e             | -              | 53e                  | 52e           | 21e                    | 67e               | 2e            | AB               | -                    | 26e                          | -                         | -                   | 24e              | -                    | -                      | -                 | -                        | ×                    | 14e                       |
| 2018  | 20e                    | 7e             | -              | 9e                   | 8e            | 6e                     | 10e               | 9e            | -                | -                    | -                            | -                         | -                   | 6e               | 6e                   | 35e                    | -                 | 24e                      | ×                    | AB                        |
| 2019  | Vainqueur              | 4e             | 67e            | Vainqueur            | 35e           | -                      | 36e               | 8e            | -                | -                    | -                            | 27e                       | -                   | -                | -                    | -                      | -                 | -                        | ×                    | 13e                       |
| 2020  | 36e                    | 6e             | 19e            | ×                    | 41e           | ×                      | 73e               | ×             | ×                | -                    | ×                            | ×                         | ×                   | -                | ×                    | ×                      | -                 | -                        | ×                    | -                         |
| 2021  | 125e                   | 62e            | 37e            | 5e                   | 25e           | -                      | -                 | 26e           | -                | -                    | AB                           | ×                         | ×                   | -                | ×                    | ×                      | -                 | AB                       | AB                   | 7e                        |
| 2022  | 62e                    | -              | 68e            | 54e                  | -             | 61e                    | 54e               | 45e           | 25e              | -                    | -                            | ×                         | -                   | 120e             | -                    | -                      | -                 | 32e                      | ×                    | 42e                       |
| 2023  | AB                     | 73e            | 52e            | 86e                  | 84e           | AB                     | 75e               | 79e           | AB               | -                    | -                            | ×                         | -                   | -                | -                    | -                      | -                 | -                        | ×                    | -                         |

### Classements mondiaux
| Année                                 | 2005  | 2006 | 2007  | 2008 | 2009  | 2010 | 2011 | 2012 | 2013 | 2014 | 2015 | 2016 | 2017 | 2018 | 2019 | 2020 | 2021 | 2022 | 2023 |
| ------------------------------------- | ----- | ---- | ----- | ---- | ----- | ---- | ---- | ---- | ---- | ---- | ---- | ---- | ---- | ---- | ---- | ---- | ---- | ---- | ---- |
| UCI World Tour                        |       |      |       |      |       |      | nc   | 180e | 26e  | 57e  | 31e  | 60e  | 63e  | 36e  |      |      |      |      |      |
| Classement mondial                    |       |      |       |      |       |      |      |      |      |      |      | 57e  | 71e  | 52e  | 38e  | 134e | 128e | 452e | 780e |
| UCI Europe Tour                       | 1134e | 571e | 1092e | nc   | 1201e | 606e |      |      |      |      |      | 44e  | 368e | 622e | 28e  | 110e | 109e | 359e | nc   |
| UCI Asia Tour                         | nc    | nc   | 120e  | nc   | nc    | nc   |      |      |      |      |      | 390e | nc   | nc   |      |      |      |      |      |
|                                       |       |      |       |      |       |      |      |      |      |      |      |      |      |      |      |      |      |      |      |
| Légende : nc = non classéSource : UCI |       |      |       |      |       |      |      |      |      |      |      |      |      |      |      |      |      |      |      |

## Récompenses
- Cycliste tchèque de l'année : 2014 et 2015